# Luchthaven Managua
De internationale luchthaven van Managua, ook bekend als luchthaven Augusto César Sandino, is de belangrijkste luchthaven van Managua, Nicaragua. In 1968 werd de luchthaven geopend, toen nog onder de naam Las Mercedes, maar in de jaren tachtig werd de naam veranderd in Augusto César Sandino, tijdens het Sandinistische regime. In 2001 werd de naam veranderd in Managua International Airport en in februari 2007 werd de naam weer terugveranderd in de naam uit de jaren tachtig, ter ere van Augusto César Sandino.
Het is de op drie na drukste luchthaven in Centraal-Amerika. Jaarlijks maken ongeveer 1,1 miljoen mensen gebruik van de luchthaven. Het is tevens een hub voor Copa Airlines uit Panama.

## Ongelukken en incidenten
- Op 5 maart 1959 stortte een Vickers Viscount van TACA International Airlines kort na opstijgen neer toen beide motoren aan de linkerkant stopten. Vijftien van de 19 inzittenden kwamen om.
- Op 15 februari 1974 maakte een Douglas DC-3 van APSA een crashlanding. Het vliegtuig werd afgeschreven omdat reparaties te veel zouden gaan kosten.
- Op 5 juni 2006 maakte een McDonnell Douglas DC10-10F, afkomstig uit Miami, een harde landing in Managua. Het vliegtuig kon niet op tijd afremmen en kwam ongeveer 300 meter na het einde van de landingsbaan tot stilstand. Het vliegtuig was zwaar beschadigd.
- Op 24 juli 2007 moest een Boeing 737-700 van Continental Airlines, onderweg van Panama-Stad naar Houston een noodlanding in Managua maken, omdat een van de interne veiligheidsramen kapot was gegaan.
- Op 22 september 2012 moest een Airbus A321 van TACA Airlines, met als bestemming Miami, het opstijgen afbreken omdat er een vogel terecht was gekomen in een van de motoren.
- Op 11 oktober 2013 maakte een Airbus A320 van TACA Airlines een noodlanding als gevolg van rookontwikkeling in de cockpit. Het toestel was onderweg van Lima naar San Salvador. Niemand raakte gewond.